# Kolstad, Mjölby kommun

Kolstad är en gård från medeltiden i Mjölby socken (nuvarande Mjölby kommun). 

## Historik
Kolstad 1 1⁄4 mantal, liksom Grytmålen, tillhörde förr Vadstena hospital. Kolstad ägdes 1910 av staten. 1⁄4 mantal tillhörde 1910 kantor K. A. Anderssons stärbhus.

## Areal
Kolstad bestod av 1 3⁄4 mantal.